# Kreml kazański
Kreml kazański (ros. Казанский Кремль; tatar. tatar. Казан кирмәне) – główna historyczna cytadela Tatarstanu, mieszcząca się w mieście i stolicy Tatarstanu, Kazaniu. Kreml został wzniesiony przez cara Iwana Groźnego na zgliszczach dawnego pałacu chanów kazańskich. W 2000 roku został umieszczony na liście światowego dziedzictwa UNESCO.

## Obiekty
W murach kazańskiego Kremla znajduje się wiele starych budynków, pośród których najstarszą budowlą jest sobór Zwiastowania, który został wzniesiony w latach 1554–1562. Sobór odróżnia się od innych prawosławnych soborów wybudowanych w XVI wieku ze względu na 6 filarów oraz 5 apsyd, które posiada. Jak wiele budynków Kazania z tego okresu, jest zbudowany z miejscowego jasnego piaskowca, nie z cegły. Sprawa architekta nigdy nie została rozstrzygnięta, ale uważa się, że był nim Postnik Jakowlew (ros. Постник Яковлев), który był też architektem słynnej Cerkwi Wasyla Błogosławionego na Placu Czerwonym w Moskwie. Dzwonnica soboru została wybudowana w pięciu stopniach na życzenie Iwana Groźnego i miała nawiązywać podobizną do Dzwonnicy Iwana Wielkiego, znajdującej się na Kremlu w Moskwie. Dzwonnica Iwana Wielkiego została zburzona przez władze radzieckie w 1930 roku.
Najbardziej zauważalnym obiektem kazańskiego Kremla jest krzywa wieża Sjujumbike (Sөyembikə), która prawdopodobnie została wybudowana podczas panowania Piotra Wielkiego.
Wieża Spasska zawdzięcza nazwę monasterowi Przemienienia Pańskiego (Spasskiemu), który dawniej znajdował się w pobliżu. W kompleksie klasztoru znajdowała się cerkiew św. Mikołaja (wybudowana w latach 60. XVI wieku) i sobór Przemienienia Pańskiego (wybudowany w latach 90. XVI wieku). Obie budowle zostały zniszczone za czasów Stalina.

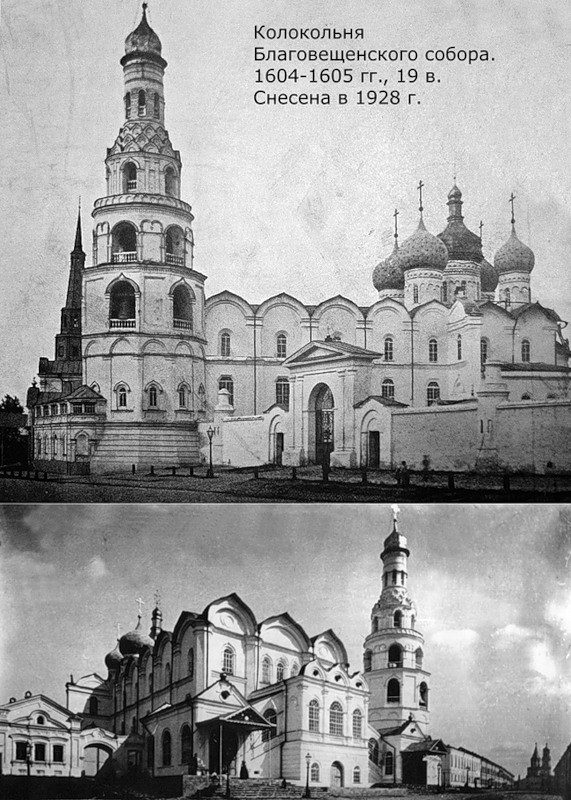
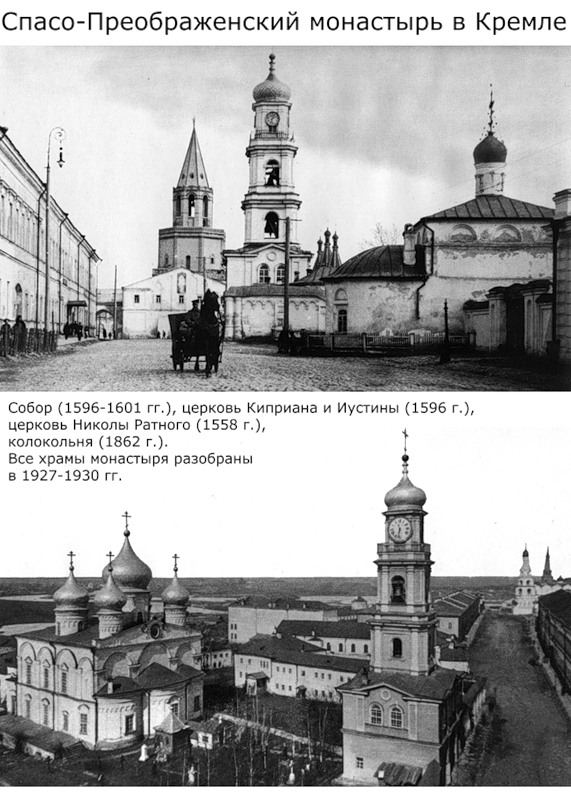
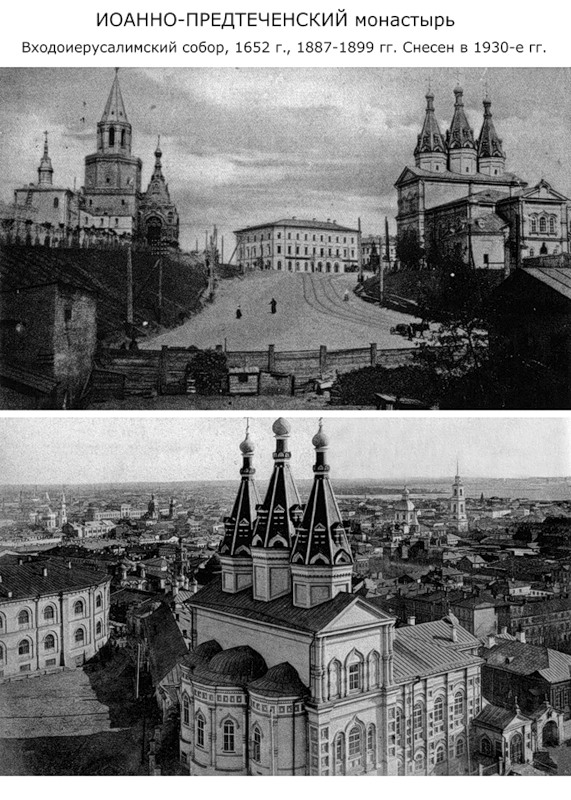
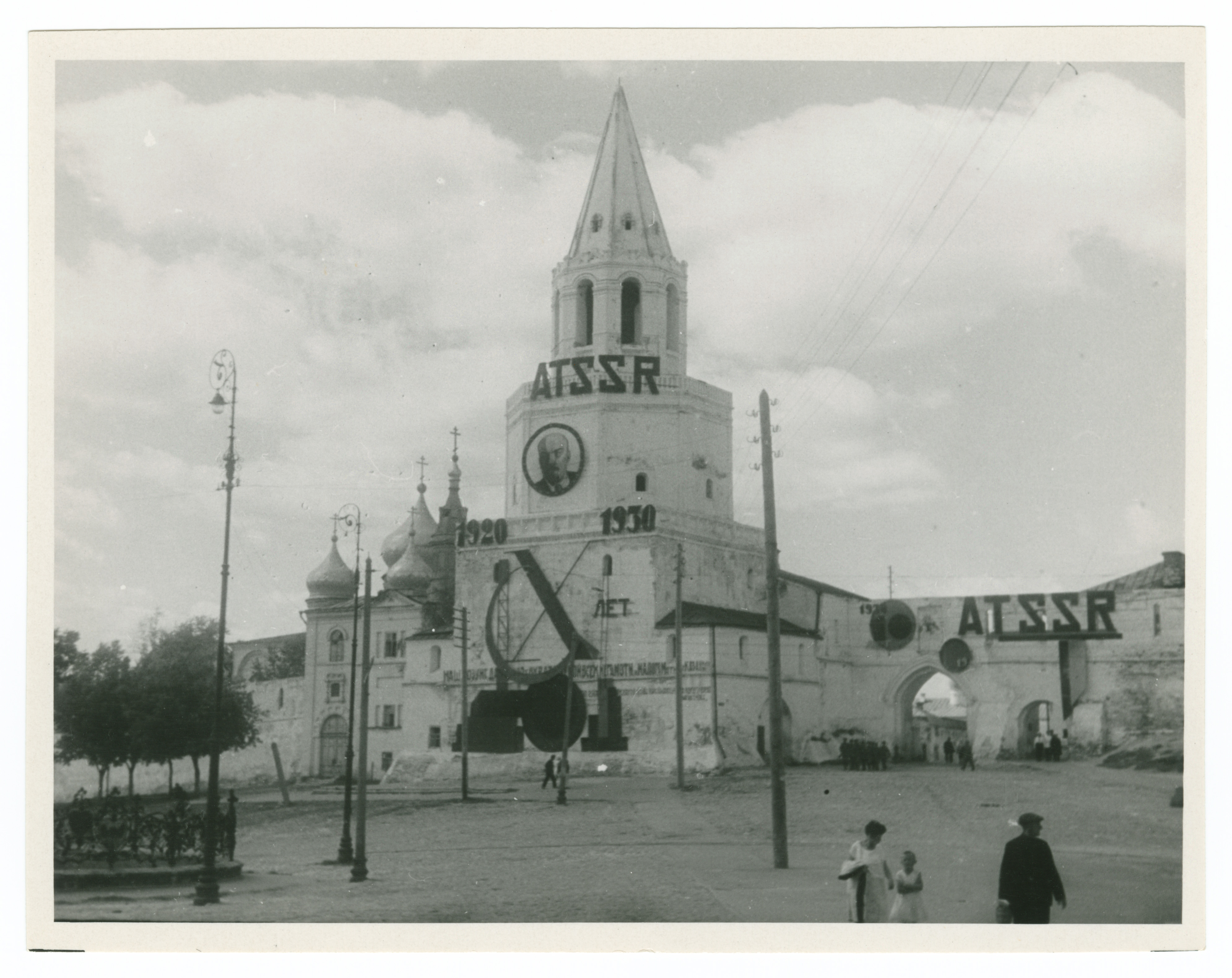

Wśród budowli Kremla znajdują się śnieżno-białe wieże i ściany, wybudowane w XVI i XVII wiekach (później remontowane), meczet Kul Szarif, który został ostatnio ponownie wybudowany na Kremlu, Dom Gubernatora (wybudowany 1834-1853), który współcześnie spełnia rolę Pałacu Prezydenta Tatarstanu. Uważano, że miejsce współczesnego Pałacu Prezydenckiego jest miejscem, gdzie dawniej znajdował się dawny pałac Chana. Pomiędzy Pałacem Prezydenckim a Wieżą Sjujumbike znajduje się pałacowa cerkiew Wprowadzenia Matki Bożej do Świątyni, która została wybudowana na fundamentach dawnego meczetu.
Wieża obronna zwana „tajemniczą” znajduje się w północnych murach Kremla. Wejście przez bramę jest dozwolone tylko dla ludzi, pojazdy są wpuszczane tylko wyjątkowo.

## Ostatnie wydarzenia
Otwarcie największego jak na ówczesne czasy meczetu w Europie, Kul Szarif, przyciągnęło 24 czerwca 2005 roku około 17 000 gości, przybyły delegacje z 40 państw.
Przy okazji otwarcia meczetu Kul Szarif została uchwalona ustawa o przywróceniu użytku soboru Zwiastowania na terenie Kremla. Sobór ten został odebrany prawosławnym po Rewolucji Październikowej. W święto Kazańskiej Ikony Matki Bożej, 21 lipca 2005 roku, patriarcha moskiewski Aleksy II i ówczesny prezydent Tatarstanu, Mintimer Shajmijew, ustawili ikonę, która była przez długi czas uważana za zaginioną i która została oddana Rosji przez papieża Jana Pawła II krótko przed śmiercią, w soborze Zwiastowania.

## Komunikacja
W 2005 roku otwarto część pierwszej linii metra kazańskiego oraz stację metra „Kreml”, tuż pod wejściem do Kremla.